# Al-Hasajba
Al-Hasajba (arab. الحصيبة, fr. El Haçaiba)  – jedna z 52 gmin w prowincji Sidi Bu-l-Abbas, w Algierii, znajdująca się w środkowej części prowincji, około 57 km na południe od Sidi Bu-l-Abbas. W 2008 roku gminę zamieszkiwało 2895 osób. Numer statystyczny gminy w Office National des Statistiques d'Algérie to 2219.